# Dieuze
Dieuze je francouzská obec v departementu Moselle v regionu Grand Est. Od roku 1963 je v obci umístěn 13. regiment dragounů parašutistů.

## Vývoj počtu obyvatel
Počet obyvatel

## Slavní rodáci a obyvatelé
- Musculus (Wolfgang), teologický reformátor
- François de Lorraine, biskup ve Verdunu
- Louis-Gabriel de Gomer, vynálezce
- Karl Ludwig Ficquelmont, rakouský generál a diplomat
- Charles Hermite, matematik
- Edmond About, spisovatel
- Arthur Arnould, spisovatel
- Gustave Charpentier, skladatel
- Émile Friant, malíř